# Copernicia shaferi
Copernicia shaferi là loài thực vật có hoa thuộc họ Arecaceae. Loài này được Dahlgren & Glassman mô tả khoa học đầu tiên năm 1959.